# Linda Varg
Linda Varg Margareta Nilsson, ursprungligen Linda Margareta Eriksson, född 18 april 1979 i Grytnäs församling i Avesta kommun i Kopparbergs län, är en svensk sångare som blev känd i Sverige år 2002 när hon vann en plats i popgruppen Supernatural efter att ha medverkat i svenska Popstars på Kanal 5. Varg sålde tillsammans med de andra medlemmarna i gruppen omkring 40 000 exemplar av sin debutskiva innan gruppen splittrades drygt ett år efter uppkomsten, detta efter bråk med skivbolaget.
2007 släppte hon en singel under artistnamnet Linda Maxx, "The need to be naked", på bolaget Plugged Records och även en video spelades in.
Varg sökte till Idol 2010 i Malmö, där hon tog sig vidare till den direktsända kvalveckan. Hon uppträdde i det första kvalprogrammet där hon röstades vidare till kvalfinalen den 1 oktober 2010. I kvalfinalen röstades hon fram som en av veckofinalisterna.
12 augusti 2010 gifte hon sig med sångaren och The Voice Sverige-vinnaren Ulf Nilsson och bytte ut sitt efternamn Eriksson till Nilsson, samtidigt lade hon till Varg som ett andra förnamn.

## Diskografi

### Singlar med Supernatural
- 2002 - Supernatural
- 2002 - Rock U
- 2002 - Kryptonite

### Album med Supernatural
- 2002 - Dreamcatcher